# Un port dans l'ombre
Un port dans l'ombre est le 26e album de la série de bande dessinée Jeremiah, écrit et dessiné par Hermann, paru en 2005.

## Synopsis
Kurdy et Jeremiah se reposent sur une plage lorsque Kurdy doit courir au secours d'une jeune fille appelée Milova, perdue, fervente croyante du Christ. Lorsque Kurdy et Jeremiah la ramènent dans son village, qui est dirigé par un maître spirituel appelé Jason, les gens ne leur réservent pas une excellente hospitalité.

## Publication en français
- Dupuis (collection « Repérages »), 2005